# شاه‌بوف نواردار
شاه‌بوف نواردار (نام علمی: Ketupa sumatrana) که شاه‌بوف مالایی نیز نامیده می‌شود، گونه‌ای شاه‌بوف از تیرهٔ جغدان راستین (Strigidae) است. عضوی از سردهٔ بزرگ بوف ماهی‌خوار است که در بیشتر قاره‌های جهان یافت می‌شود. این گونه نسبتاً کمتر شناخته‌شده از جنوب شبه جزیره مالایی در رشته‌ای از چندین جزیره بزرگ جنوب شرقی آسیا تا بورنئو یافت می‌شود. این یک ابرگونه با شاه‌بوف شکم‌خالدار بزرگ‌تر (Ketupa nipalensis) از نظر فیزیکی شبیه به هم تشکیل می‌دهد، اگرچه به نظر می‌رسد که این دو گونه از نظر پراکندگی ناهمجا هستند.